# ジローラモ・フレスコバルディ
ジローラモ・フレスコバルディ（Girolamo Frescobaldi, 1583年9月13日 - 1643年3月1日）は、初期バロック音楽の作曲家。声楽曲も遺しているが、とりわけ鍵盤楽曲の作曲家として重要。

## 生涯
フェラーラに生まれる。地元フェラーラで、有名な作曲家でオルガニストのルッツァスコ・ルッツァスキに学ぶ。当時フェラーラに滞在中のジェズアルドにも影響されたかもしれない。庇護者エンツォ・ベンティヴォーリョの援助で、1607年春に、ローマのサンタ・マリア・イン・トラステヴェレ聖堂のオルガニストの座を射止める。同年、フランドルのローマ教皇庁大使に任命されたベンティヴォーリョに同伴してブリュッセルに旅行し、1608年にローマに戻ってサン・ピエトロ大聖堂のオルガニストに就任した。1628年から1634年までフィレンツェのメディチ家宮廷オルガニストも務める。

## 作品
フレスコバルディの大多数の作品は、オルガンやチェンバロのために作曲され、トッカータ、カプリッチョ、ファンタジア、カンツォーナ、リチェルカーレ、舞曲、変奏曲などがある。有名な曲集『音楽の花束 Fiori musicali』（1635年）は、ミサに用いるオルガン曲をまとめたものである。『トッカータ集』の第1巻は1615年、第2巻は1627年に出版された。フレスコバルディの最も技巧がかった、最も実験的な作品「パッサカリアによる100のパルティータ Cento Partite sopra Passacagli」は『トッカータ集 第1巻』の改訂版に収録されている。ミサ曲やモテット、マドリガーレなどを含んだ声楽曲や、鍵盤楽曲以外の器楽曲は、あまり有名ではない。『いかなる楽器によっても演奏可能なカンツォーナ集 第1巻』は1628年に出版された。
フレスコバルディは、テンポ（速度）について近代的な考え方をした革新者の一人であり、厳格なタクトゥスによる白符定量記譜法と、作品中での加速と減速によって特徴付けられるテンポという近代的な概念の、いわば中間の考え方をした。

## 後世への影響
フレスコバルディの作品は後年の作曲家に非常に重要な影響を及ぼした。門人のフローベルガーを通じて、フランスとドイツの両方のバロック・オルガン楽派に影響を与えている。またバッハがフレスコバルディのオルガン曲集《音楽の花束》の写譜を蔵書していたことは有名である。